# Klin
För andra betydelser, se Klin (olika betydelser).

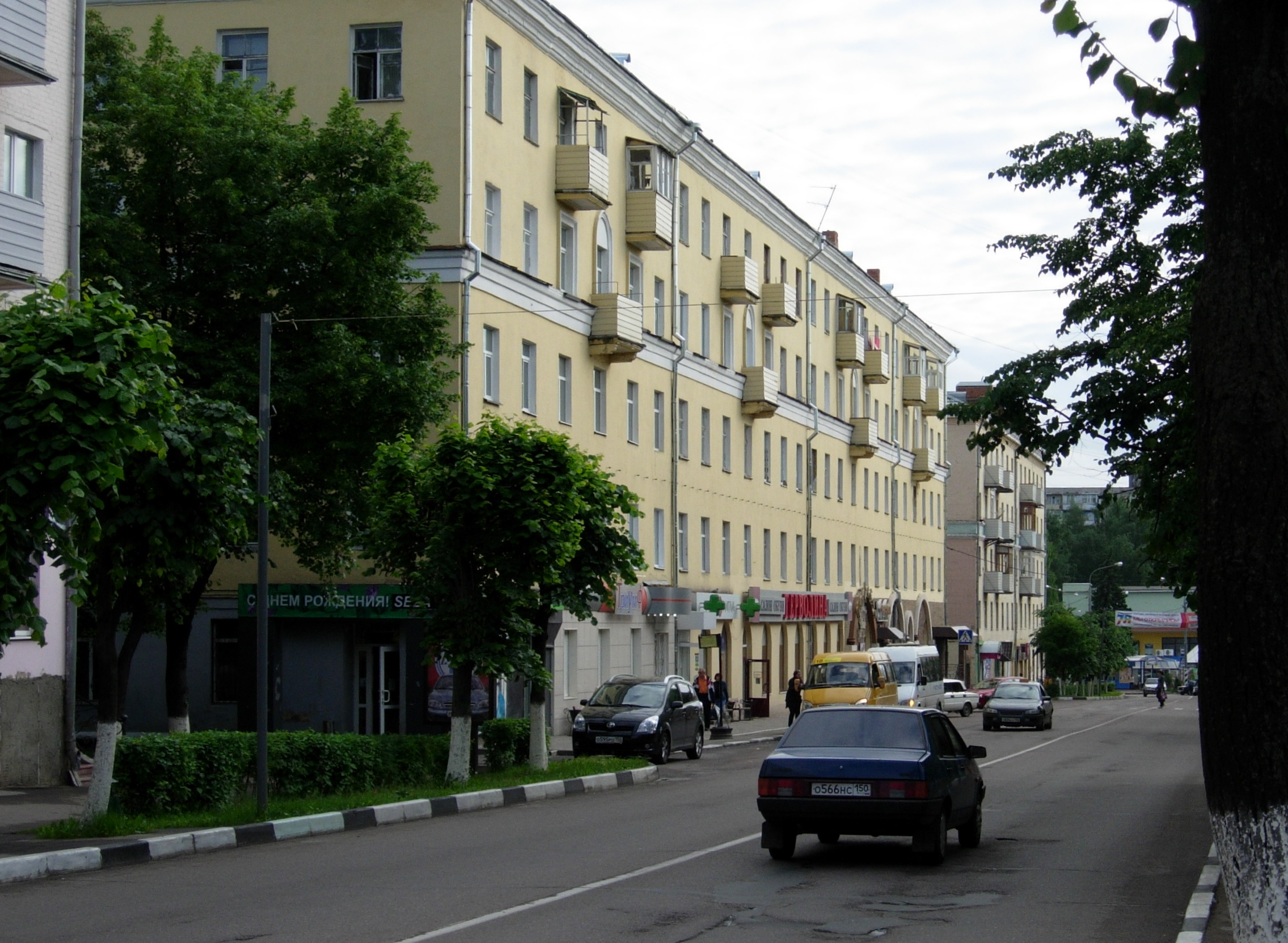
Gata i Klin.

Klin (ryska Клин) är en stad i Moskva oblast i Ryssland. Staden ligger 85 km nordväst om Moskva och hade 79 249 invånare i början av 2015.